# Die roten Teufel von Arizona
Die roten Teufel von Arizona ist ein US-amerikanischer Western aus dem Jahr 1952 von Ray Enright mit Sterling Hayden und Forrest Tucker in den Hauptrollen. Der in Technicolor gedrehte Film wurde von Paramount Pictures in den Verleih gebracht.

## Handlung
Zwischen 1857 und 1877 führt ein geheimnisvoller Gesetzloser namens „The Sidewinder“ eine Gruppe abtrünniger Utes bei brutalen Angriffen auf Siedler in Arizona an. Als er die Canyon Diablo Ranch von Tex McCloud zerstört, beschließt der Rancher, den Mörder vor Gericht zu bringen. Eines Abends, während er im Last Chance Saloon trinkt, kritisiert Tex die Kavallerie dafür, dass sie den Gesetzlosen so viele Jahre lang entkommen ließ. Dies provoziert Lieutenant Tom Blaine dazu, ein Jahresgehalt darauf zu wetten, dass die Kavallerie Tex bei der Suche nach dem Verbrecher schlagen wird. Carolina, eine attraktive Saloon-Entertainerin, bietet an, Tex‘ Hälfte der Wette zu übernehmen, und verspricht ihm später einen lukrativen Anteil an einer Mine, wenn er ihr hilft, eine Schuld bei Lucky Lee einzutreiben, einem reichen Minenbesitzer in Fort Savage, der ihr 20.000 Dollar schuldet. Carolina plant, dass der gutaussehende Tex das Herz von Luckys Liebster Nora Logan erobert und dann nach Erhalt ihres Geldes garantiert, dass Tex von der Bildfläche verschwindet. Tex lehnt Carolinas Angebot ab und checkt in einem heruntergekommenen Hotel ein, wo er Nora begegnet. Diese ist verzweifelt, weil ihr Türschloss kaputt ist. Dankbar nimmt sie Tex' Angebot an, das Zimmer zu tauschen. In dieser Nacht brechen der Spieler Showdown Calhoun und sein Partner Lafe in Noras Zimmer ein. Als Tex erkennt, dass Carolina hinter der Sache steckt, befiehlt er ihnen wütend mit vorgehaltener Waffe, wegzugehen, und verdient sich so Noras Dankbarkeit. 
Am nächsten Morgen besteigen Nora und Carolina beide die Postkutsche von Fort Savage. Als Tex erfährt, dass Showdown und seine Kumpanen die Stadt früher am Tag verlassen haben, springt er auf sein Pferd und holt die Postkutsche ein, kurz nachdem die beiden Männer Nora entführt haben. Tex rettet sie und eskortiert die Postkutsche nach Fort Savage. Nora stellt Tex Lucky vor, der dem Rancher anbietet, ihn für den Schutz seiner zukünftigen Braut zu entschädigen. Tex bittet um ein neues Gewehr und kehrt in sein Zimmer zurück, wo Carolina erneut vorschlägt, dass die beiden sich zusammentun, um die 20.000 Dollar einzutreiben. Tex weist Carolinas Annäherungsversuche wütend zurück und wirft sie hinaus. Am nächsten Tag besucht Tex Luckys Handelsposten, wo er erfährt, dass Nora, die einige Jahre zuvor von den Männern des Sidewinders entführt worden war, Lucky aus Dankbarkeit für seinen späteren Kauf ihrer Freiheit heiratet. Während er im Handelsposten stöbert, sieht Tex sein eigenes Gewehr zum Verkauf stehen. Lucky erklärt, dass einer seiner Männer, Hopi Joe, die Winchester zuvor von einem Gesetzlosen namens Tombstone Jack gekauft hatte. Lucky vermutet, dass Tombstone der Sidewinder sein muss, warnt Tombstone jedoch später, dass Tex vorhat, ihn zu töten. 
Als Tombstone Tex in der folgenden Nacht angreift, verletzt Tex ihn und beschuldigt ihn, der Sidewinder zu sein. Tombstones Freund Jeb Weaver behauptet jedoch, dass Tombstone bei ihm war, als Tex‘ Ranch angegriffen wurde. Carolina tötet Tombstone heimlich, später erinnert Showdown sie an ihr Versprechen, ihn zu heiraten. Unterdessen droht eine junge Ute-Frau namens Turquoise, zu enthüllen, dass Lucky der Sidewinder ist, wenn er sich weigert, Nora zu verlassen und zu ihr zurückzukehren. Lucky, seine Hände um ihren Hals, erklärt, dass ein Mann in seiner Position eine seiner eigenen Art heiraten muss. Erschrocken rennt Turquoise davon. 
Tex, der mittlerweile Marshal geworden ist, erzählt Blaine von Tombstones Alibi, woraufhin beide Männer beschließen, Jeb zu befragen. Als Jeb tot aufgefunden wird, begleitet Tex Blaines Einheit zurück in die Stadt, um ihren neuen Hauptverdächtigen Lucky zu verhören. Tex und Blaine platzen in Luckys Hochzeit und beschuldigen ihn, der Sidewinder zu sein. Lucky argumentiert, dass sein Reichtum kriminelle Aktivitäten unnötig macht, und bietet ihnen zum Beweis an, ihnen seine versteckte Mine zu zeigen. In dieser Nacht schickt Lucky Turquoise los, um seine Bande abtrünniger Utes zum Einsatz zu rufen. Am nächsten Tag, als Tex, die Kavallerie und eine Gruppe von Stadtbewohnern zu Luckys Mine reiten, greifen die Utes an. Während des Kampfes werden Carolina und Showdown getötet. Lucky greift sich Nora und flieht in sein Versteck in der Klippe. Tex und Blaine folgen Lucky die Leitern hinauf zur auf die Klippe. Während sie kämpfen, findet Turquoise eine Waffe und tötet Lucky. Tex, den Arm um Nora gelegt, stimmt zu, dass alle Wetten auf die Gefangennahme des Sidewinders ungültig sind.

## Hintergrund
Gedreht wurde der Film vom 14. November bis Ende Dezember 1950.
Ursprünglich sollte Gail Russell die weibliche Hauptrolle spielen. Es wurde berichtet, dass der Film an Drehorten rund um den Oak Creek Canyon und am Montezuma Castle National Monument, einer 800 Jahre alten indianischen Felsbehausung in der Nähe von Sedona in Arizona, gedreht wurde. Laut Presseberichten vom Januar 1952 weigerten sich die einheimischen Indianer vom Stamm der Yavapai, die als Statisten für die Produktion eingesetzt wurden, die Felsbehausungen zu betreten, weil sie die „Wohnstätte der Toten“ darstellten. Infolgedessen verzögerte sich die Produktion, bis eine Gruppe Navajos aus einem 220 Kilometer entfernten Reservat herbeigeholt wurde, um sie zu ersetzen.
John B. Goodman oblag die künstlerische Leitung. Bertram C. Granger war für das Szenenbild zuständig.

## Musik
Folgende Songs wurden im Film gespielt:
- There's No Ring on Her Finger von Frank Loesser und Manning Sherwin
- He Met Her on the Prairie von Ralph Rainger und Leo Robin
- You Can't Blame Polly von Lester Lee und Jerry Seelen

## Synchronisation
| Rolle            | Schauspieler     | Deutscher Synchronsprecher |
| ---------------- | ---------------- | -------------------------- |
| Tex McCloud      | Sterling Hayden  | Eckart Dux                 |
| Lt. Tom Blaine   | Forrest Tucker   | Heinz Giese                |
| Carolina         | Arleen Whelan    | Elisabeth Ried             |
| Nora Logan       | Barbara Rush     | Margot Leonard             |
| Lucky Lee        | Victor Jory      | Friedrich Joloff           |
| Showdown Calhoun | Richard Arlen    | Alexander Welbat           |
| Sgt. O'Rourke    | Edgar Buchanan   | Eduard Wandrey             |
| Tombstone Jack   | Ian MacDonald    | Hans Emons                 |
| Doc Fallon       | George Cleveland | Walter Altenkirch          |
| José             | Nacho Galindo    | Stanislav Ledinek          |
| Jubal Hite       | Donald Kerr      | Carl Heinz Carell          |
| Hopi Joe         | Frank Lackteen   | Knut Hartwig               |
| Kutscher         | Herman Nowlin    | Dietrich Frauboes          |
| County-Sheriff   | Ray Teal         | Toni Herbert               |

Anmerkung: Die kursiv geschriebenen Namen sind Rollen und Darsteller, die nicht im Abspann erwähnt wurden.

## Veröffentlichung
Die Premiere des Films fand im Februar 1952 statt. In der Bundesrepublik Deutschland kam er am 28. Februar 1956 in die Kinos.

## Kritiken
Das Lexikon des internationalen Films schrieb: „Gut fotografierter Western vor der Landschaftskulisse von Arizona.“
Die Filmzeitschrift Cinema befand: „Mitreißende Jagd, mit romantischem Happy-End.“